# Запис липа код дома (Плочник)
Запис липа код дома (Плочник) се налази на парцели чији је власник Месна заједница Плочник.

## Локација
| Општина             | Ражањ                                                            |
| Катастарска општина | Плочник                                                          |
| Потес               | Село                                                             |
| Координате          | 43° 43′ 56″ С; 21° 30′ 12″ И / 43.732199999999999° С; 21.5032° И |
| Надморска висина    | 237m                                                             |

## Карактеристике
Дендрометријске вредности утврђене на терену и сателитским снимцима:
| Стабло                     | Липа |
| Висина стабла              | m    |
| Обим дебла                 | m    |
| Пречник крошње             | 4m   |
| Пречник дебла              | m    |
| Висина дебла до прве гране | m    |

## База записа
Запис је у оквиру Викимедија пројекта "Запис - Свето дрво" заведен под редним бројем 0896.